# ライオンブリッジ
ライオンブリッジ テクノロジーズ インク（Lionbridge Technologies, Inc.）は、アメリカマサチューセッツ州ウォルサムに本社を置き、ソフトウェア、ハードウェア製品の国際化と地域化に対応するため翻訳、ローカリゼーション、テスティング、ソフトウェア開発、ソフトウェア保守を行う。アイルランド、フランス、インド、ポーランド、日本、中国、ブラジルなど、26カ国に46拠点を持つ最大規模のローカリゼーションプロバイダー。

## サービス概要
翻訳・ローカリゼーション
グローバルマーケットに対応した、ソフトウェア、ヘルプ、マニュアル、Webサイト、販促資料などの複数言語へのローカリゼーション。金融財務書類、トレーニング教材、社内資料などのグローバルコミュニケーションのための翻訳。

AI向け教師データ
AI向け教師データの作成やアノテーションサービスを提供し、AIの研究開発を支援。

テクニカル パブリケーション
テクニカル ライティング、テクニカルイラストレーション、グラフィックデザイン、Webパブリッシング、デスクトップパブリッシングなどの技術出版。

eラーニング
IT アプリケーションやK-12学習、ILTコース等のさまざまな分野へのコースウェア開発。
言語品質管理サービス
Language Quality Services (LQS)のことで、80カ国語に対応する専門性の高いスタッフによる専門用語などの言語品質チェックとコンサルティングのサービス。このサービスを利用することで、クライアント側が自ら多言語校正をする必要が軽減される。
通訳
対面通訳、電話通訳、同時通訳、通訳者トレーニングおよびテスティングを実施。
開発および保守
アプリケーションの開発と保守、従来の環境から次世代プラットフォームへの移行、業界をリードするERPソリューションと相互運用するアプリケーションのカスタマイズ、レガシーデータのマイニングなど。
アウトソーシング テスト
VeriTestというライオンブリッジ独自のテスティングサービスを活用し、オンサイト、ニアショア、またはオフショアでの総合的なテスティングサービスを提供。競争力分析とパフォーマンスのベンチマーク テストを行う。
インフラストラクチャー サービス
オフショアリソースにより、ヘルプデスク管理、ユーザー資産管理、および生産/構成管理を行う。
ビジネス プロセス サービス
高度なプロセス処理能力と分野別の専門知識を、グローバルサービスの手法とインフラストラクチャに統合し、人事、経理、および調達のアウトソーシングサービスを提供している。

## 翻訳ツール
Translation Workspace
翻訳メモリツールの定番である「TRADOS」と同等の翻訳支援ツールである「Logoport」を開発し、2010年4月よりGeoworkz.com上にて「Translation Workspace」をSaaSとしてリリース。従来のデスクトップベースでの翻訳メモリの利用ではなく、サーバーベースでの翻訳メモリの共有を可能にした。

## ニュース
- 2010年4月にIBM社と企業向けリアルタイム翻訳ソリューションで提携。
- 2008年10月にマイクロソフト社の「Vendor of the Year」を受賞。

## 関連会社
- ライオンブリッジジャパン